# 발한도서관
동해시립발한도서관은 강원특별자치도 동해시 발한동 소재의 시립 도서관이다.

## 연혁
- 1998년 10월 28일 개관.
- 2000년 5월 1일 인터넷프라자실 개실.
- 2000년 11월 15일 점자도서실 운영.
- 2003년 7월 20일 제1,2자료실 확장.

## 시설현황
- 3층: 일반열람실, 시청각실, 인터넷실
- 2층: 제1자료실, 제2자료실, 휴게실
- 1층: 강의실, 아동도서실, 관리사무실, 가족열람실

## 이용 안내
이용 시간
- 유아·아동도서실: 매일 09:00 ~ 18:00
- 인터넷실: 매일 09:00 ~ 18:00
- 제1,2자료실: 평일 09:00 ~ 20:00 / 토·일요일 09:00 ~ 18:00
- 열람실: 매일 09:00 ~ 23:00

휴관일
- 매주 월요일
- 일요일을 제외한 관공서의 공휴일 (공휴일이 일요일과 겹칠 경우 개관)
- 연말대청소일 (12월 31일)
- 기타 도서관장이 시장의 승인을 얻어 휴관일로 정한 날